# Шелті
Шелті, Шетландська вівчарка (англ. Shetland sheepdog, Sheltie) — порода собак.

## Історія
Батьківщиною шелті є Шетландські острови.
Вважається, що порода так само стара, як і самі острови, але документальне підтвердження цьому знайти важко. Перша назва породи — туні дог (/tuathanas/ «ферма» в перекладі з гельської).
Свого часу використання шелті — невеликого собаки — було можливим, оскільки від них не було потрібно охороняти стада, а лише керувати ними. В умовах, коли стада були нечисленні, а вівці невеликі, шелті добре впорувалися зі своїм обов'язком. Однак, в кінці XIX століття відбулося укрупнення вівчарських господарств, відповідно збільшилися стада, і маленькі вівчарки вже не могли впоратися з обсягом роботи. Пастухи почали використовувати більш великих вівчарок, що не забарилося позначитися на шелті — порода опинилася на межі зникнення.
Ситуацію змінили любителі, які сприймали шелті виключно як домашніх вихованців. В 1909 році в Шотландії був створений клуб «Scotland», і порода стала поступово набувати міжнародного визнання. В 1914 році був створений Англійський шелті-клуб, в першому стандарті вказувалося, що шелті повинна мати зовнішність мініатюрної колі. Тоді ж за породою закріпилося офіційна назва.
В 1948 році Kennel Club (UK) вніс останні істотні виправлення в стандарт, який потім був прийнятий всіма англійськими заводчиками. В даний час діє стандарт від 1987 року.
За однією версією, незважаючи на сильні зовнішні подібності з вівчаркою колі довгошерстий, шелті спочатку були виведені не від них, а від бордер-колі (шляхом схрещування з іншими пастушими собаками). Є інша версія — шелті в IX — XIV століттях — аборигенна порода, споріднена і схожа зовні на скандинавських шпіців. Рання форма шелті з'явилася в результаті схрещування порід місцевих шпіців з новоприбулими шотландськими пастушими породами. Лише на початку XX століття породу почали змішувати з довгошерстими колі.